# 巴雷鲁
巴雷鲁（葡萄牙語：Barreiro）是位于葡萄牙西部里斯本大区的一座城市，面积36.39平方公里，2011年人口78,764。